# Relations entre l'Afghanistan et le Tadjikistan
Les relations entre l'Afghanistan et le Tadjikistan commencent en 1992. L'Afghanistan dispose d'une ambassade à Douchanbé et d'un consulat à Khorog. L'actuel ambassadeur d'Afghanistan au Tadjikistan est Mohammad Zahir Aghbar. Le Tadjikistan dispose d'une ambassade à Kaboul et d'un consulat à Mazâr-e Charif, Fayzabad et Kunduz. L'actuel ambassadeur du Tadjikistan en Afghanistan est Sharofiddin Imom.

## Histoire
Auparavant, les régions des deux pays étaient reliées, en particulier pendant les périodes samanide, ghaznévide et timouride. Après un traité d'amitié en 1750 entre Ahmad Shah Durrani d'Afghanistan et Mohammad Murad Beg de Boukhara, l'Amou Daria (fleuve Oxus) devient la frontière officielle de l'Afghanistan. Les deux pays utilisent largement la langue persane et il y a légèrement plus de Tadjiks en Afghanistan qu'au Tadjikistan.
Les relations diplomatiques entre les deux pays s'établissent le 15 juin 1992. Le déclenchement de la guerre civile tadjike complique la situation car la majeure partie de la région frontalière sud du Tadjikistan (Khatlon et Haut-Badakhchan) est contestée entre les forces gouvernementales tadjikes (appuyées par les gardes-frontières russes alliés) et l'opposition tadjike unie (appuyée par les forces de l'État islamique d'Afghanistan. En 1992, au moins 80 000 Tadjikistanais cherchent refuge en Afghanistan. Les chefs de l'opposition tadjike jouissent du soutien du gouvernement afghan et s'y installent, principalement dans la province de Badakhchan,. La guerre civile en Afghanistan provoque une migration de réfugiés entre les deux pays, cette fois des réfugiés d'Afghanistan entrant au Tadjikistan.

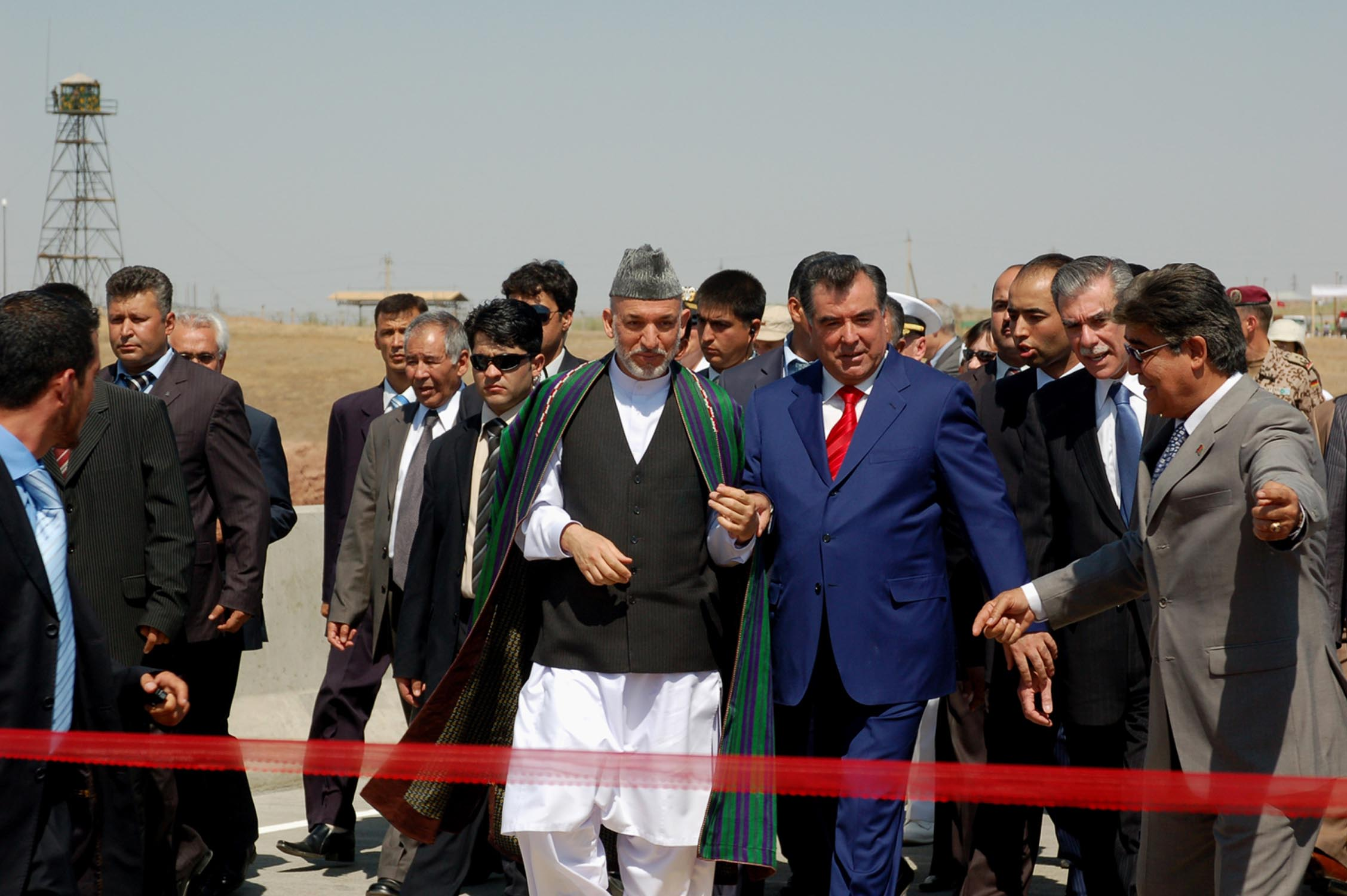
Le président afghan Hamid Karzai et le président tadjik Emomali Rahmon, avec Carlos Gutierrez (secrétaire américain au Commerce) lors de l'ouverture du pont afghano-tadjik en 2007.

Le Tadjikistan ouvre son ambassade à Kaboul lorsque l'administration Karzaï prend le contrôle de l'Afghanistan. Le consulat de Mazâr-e Sharif s'ouvre également en novembre de la même année. Les présidents Emomalii Rahmon du Tadjikistan et Hamid Karzai d'Afghanistan se rencontrent en marge du sommet de l'Organisation de coopération économique de 2004 qui se tient à Douchanbé. En avril 2005, Rahmon effectue une visite officielle en Afghanistan. Depuis lors, les liens diplomatiques, commerciaux et culturels entre les deux pays se développent. Il y a environ 6 500 Afghans au Tadjikistan. Parmi eux, environ 500 étudient dans différentes universités du Tadjikistan.

## Problèmes frontaliers
L'Afghanistan et le Tadjikistan se partagent environ 1300 km de frontière, dont la plupart est en terrain accidenté et est mal protégé. Actuellement, la frontière poreuse entre les deux pays est une préoccupation majeure pour les deux gouvernements, ainsi que pour la communauté internationale. La frontière est une route majeure pour la contrebande de drogue d'Afghanistan vers la Russie et l'Europe, et à la mi-2009, il semble que la violence liée à la drogue et aux insurgés autour de la frontière augmente, en partie à cause de la situation de plus en plus instable au Pakistan,.
Les liaisons de transport entre les deux pays, comme le pont Afghanistan-Tadjikistan, sont reconstruites, souvent avec l'aide et le financement de gouvernements extérieurs,.

## Énergie
Les deux pays signent plusieurs accords concernant l'énergie. En 2007, ils signent un accord de 500 millions de dollars visant à créer une connexion énergétique entre le Tadjikistan, le Kirghizistan et l'Afghanistan. Le Tadjikistan et le Kirghizistan tentent tous deux de développer leur industrie hydroélectrique en la vendant à l'Asie du Sud, et une liaison énergétique avec l'Afghanistan est considérée comme la première étape d'une telle expansion.
Les deux gouvernements conviennent de construire une centrale hydroélectrique de 1 000 mégawatts sur la rivière Panj. Sa construction est financée par la Banque mondiale, la Banque asiatique de développement, la Banque islamique de développement.

## Président de l'Afghanistan
Le président afghan et certains de ses responsables quittent Kaboul après la prise de contrôle de la ville par les talibans le 15 août 2021. Les talibans avaient vaincu les forces gouvernementales dans de nombreuses régions du pays au cours des derniers mois. Après quelques jours au Tadjikistan, ils déménagent à Oman puis aux Émirats arabes unis.